# Liste der höchsten Bauwerke in München

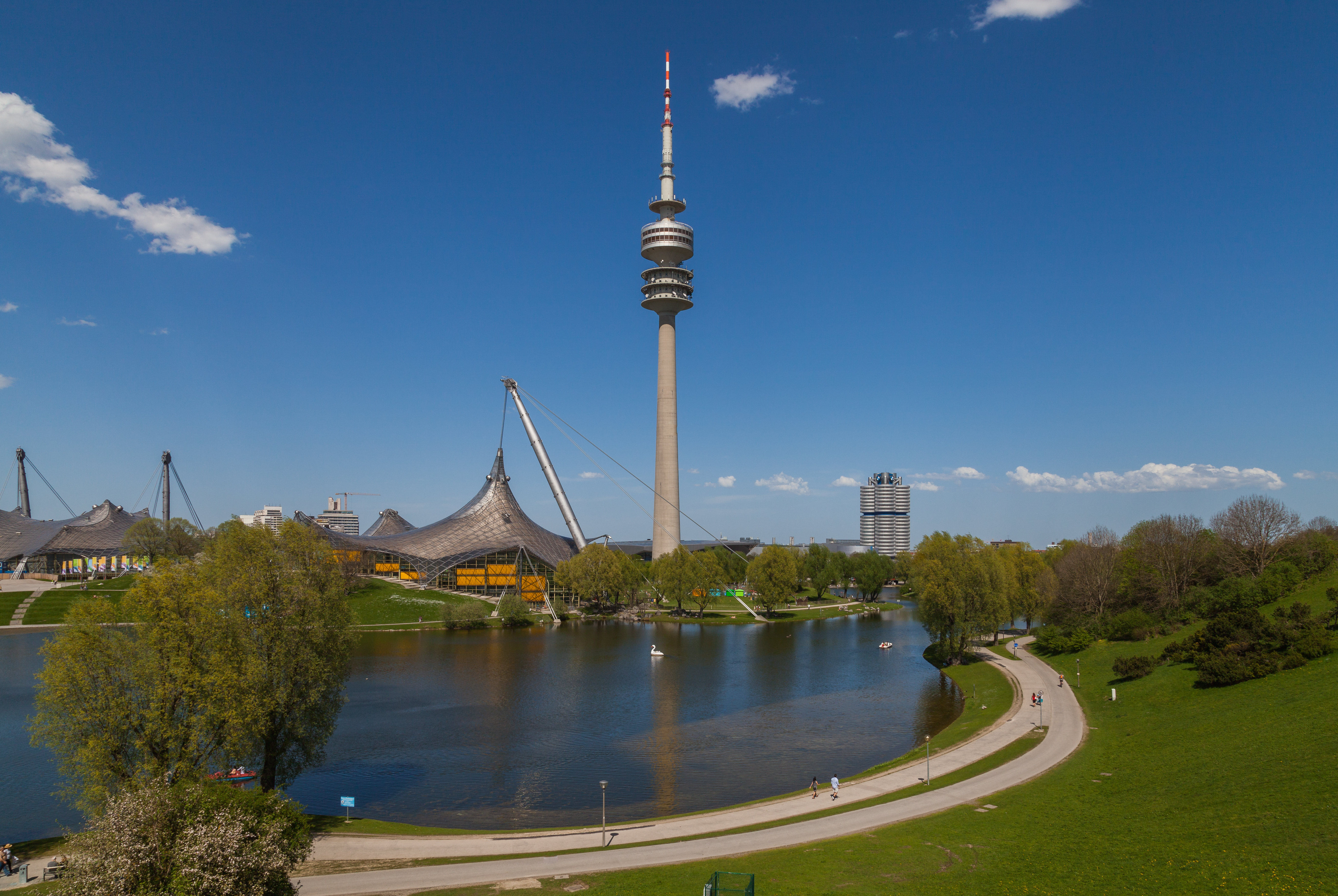
Der Olympiaturm, das höchste Bauwerk in München

Die Liste der höchsten Bauwerke in München enthält alle Bauwerke (etwa Kirchengebäude, Kamine oder Funktürme), die in München stehen oder standen und eine Höhe von 75 Metern erreichen.

## Liste
| Name                                        | Typ                           | Baujahr     | Höhe     | Koordinaten                      | Bemerkungen |
| ------------------------------------------- | ----------------------------- | ----------- | -------- | -------------------------------- | --- |
| Olympiaturm                                 | Fernmeldeturm                 | 1968        | 291,28 m | 48° 10′ 27,8″ N, 11° 33′ 13,7″ O | |
| Heizkraftwerk Süd                           | Gebäude mit Kamin             |             | 176,00 m | 48° 6′ 51,5″ N, 11° 33′ 20,4″ O  | Kamin wurde inzwischen zurückgebaut. |
| Windkraftanlage Freimann                    | Windkraftanlage               | 2020        | 149,00 m | 48° 13′ 31,2″ N, 11° 37′ 32,5″ O | Nabenhöhe: 80 m, Rotordurchmesser: 138 m (Typ: Enercon E-138) |
| Hochhaus Uptown München                     | Hochhaus                      | 2004        | 146,00 m | 48° 10′ 36,8″ N, 11° 31′ 57,3″ O | |
| Highlight I                                 | Hochhaus                      | 2004        | 126,00 m | 48° 10′ 35,6″ N, 11° 35′ 33,7″ O | |
| HVB Tower                                   | Hochhaus                      | 1981        | 113,67 m | 48° 8′ 58,9″ N, 11° 37′ 2,9″ O   | |
| Highlight II                                | Hochhaus                      | 2004        | 113,00 m | 48° 10′ 36,7″ N, 11° 35′ 32,8″ O | |
| SV-Hochhaus                                 | Hochhaus                      | 2008        | 103,00 m | 48° 8′ 13,5″ N, 11° 38′ 8,4″ O   | |
| Richtfunkturm München-Freimann              | Stahlfachwerkturm             |             | 102,00 m | 48° 11′ 16,1″ N, 11° 37′ 39,6″ O | |
| Fernmeldeturm der Oberpostdirektion München | Sendeturm (Stahlbeton)        | 1956        | 101,60 m | 48° 8′ 51,1″ N, 11° 32′ 59,5″ O  | |
| Heizkraftwerk Freimann                      | Gebäude mit Kamin             | 1974        | 100,00 m | 48° 11′ 17,8″ N, 11° 35′ 41,8″ O | |
| Windkraftanlage Fröttmaning                 | Windkraftanlage               | 1999        | 99,80 m  | 48° 12′ 52,1″ N, 11° 37′ 49,6″ O | Nabenhöhe: 66,8 m, Rotordurchmesser: 66 m (Typ: Enercon E-66) |
| BMW-Vierzylinder                            | Hochhaus                      | 1972        | 99,5 m   | 48° 10′ 36,5″ N, 11° 33′ 36,7″ O | |
| Frauenkirche                                | Kirche                        | 1488        | 98,57 m  | 48° 8′ 19″ N, 11° 34′ 25,3″ O    | |
| St. Paul                                    | Kirche                        | 1906        | 97,00 m  | 48° 8′ 11,1″ N, 11° 33′ 8,1″ O   | |
| Heilig Kreuz                                | Kirche                        | 1886        | 95,00 m  | 48° 6′ 59,1″ N, 11° 34′ 40″ O    | |
| Maria Hilf in der Au                        | Kirche                        | 1839        | 92,00 m  | 48° 7′ 31,6″ N, 11° 35′ 1,2″ O   | |
| ADAC-Zentrale                               | Hochhaus                      | 2011        | 92,00 m  | 48° 8′ 1,7″ N, 11° 31′ 42,7″ O   | |
| St. Johann Baptist                          | Kirche                        | 1874        | 91,00 m  | 48° 8′ 1,6″ N, 11° 35′ 54″ O     | |
| St. Peter                                   | Kirche                        | 1607        | 91,00 m  | 48° 8′ 11,2″ N, 11° 34′ 33,8″ O  | |
| Olympia Tower                               | Hochhaus                      | 1972        | 88,00 m  | 48° 10′ 53″ N, 11° 33′ 11″ O     | |
| Seniorenwohnsitz Westpark                   | Hochhaus                      |             | 87,00 m  | 48° 8′ 6,8″ N, 11° 31′ 22,6″ O   | |
| Allacher Stange                             | Sendeturm (Stahlbeton)        |             | 86,00 m  | 48° 11′ 32″ N, 11° 28′ 38,4″ O   | |
| Messeturm                                   | Stahlfachwerkturm             | 2000        | 86,00 m  | 48° 8′ 7,7″ N, 11° 42′ 20,1″ O   | |
| Werk4                                       | Hochhaus                      | 2020        | 86,00 m  | 48° 7′ 27″ N, 11° 36′ 23,9″ O    | |
| Bürogebäude am Münchner Tor                 | Hochhaus                      | 2003        | 85,00 m  | 48° 10′ 34,8″ N, 11° 35′ 21,1″ O | |
| Central Tower München                       | Hochhaus                      | 2003        | 85,00 m  | 48° 8′ 25,9″ N, 11° 32′ 7,9″ O   | |
| Skyline Tower (heute: M.Pire)               | Hochhaus                      | 2010        | 84,20 m  | 48° 10′ 55,1″ N, 11° 35′ 52,5″ O | |
| Skytower (Bogenhausener Tor)                | Hochhaus                      | 2016        | 83,60 m  | Standort                         | |
| Hochhaus Riesstraße 82                      | Hochhaus                      | 1972        | 83,00 m  | Standort                         | |
| Heizkraftwerk an der Drygalskiallee         | Gebäude mit Kamin             |             | 80,00 m  | 48° 5′ 40,6″ N, 11° 30′ 19,8″ O  | Das ehemalige Heizkraftwerk wurde Ende der 90er-Jahre stillgelegt und wird jetzt als Ausstellungs- und Bürofläche genutzt. Die Bausubstanz sowie die technischen Einbauten sind weitgehend erhalten. |
| Neues Rathaus                               | Gebäude mit historischem Turm | 1909        | 80,00 m  | 48° 8′ 15,2″ N, 11° 34′ 32″ O    | |
| BayWa-Tower                                 | Hochhaus                      | 1969 / 2016 | 76,10 m  | 48° 9′ 11,4″ N, 11° 37′ 0,8″ O   | 2016 aufgestockt |
| Helene-Mayer-Ring 10                        | Hochhaus                      |             | 76,00 m  | 48° 10′ 53″ N, 11° 33′ 11″ O     | |
| Siemens-Hochhaus                            | Hochhaus                      | 1963        | 75,00 m  | 48° 5′ 29,8″ N, 11° 31′ 44,9″ O  | |
| Türme des Rundfunksenders Stadelheim        | Stahlfachwerkturm             | 1926        | 75,00 m  | 48° 6′ 1,8″ N, 11° 35′ 31,4″ O   | Zwei Holztürme, 1930 bei einem Sturm beschädigt, abgebaut (1934?) |